# 工业路街道 (郑州市)
工业路街道，是中华人民共和国河南省郑州市上街区下辖的一个乡镇级行政单位。

## 行政区划
工业路街道下辖以下地区：
工业路社区、朱寨村、肖洼村和东柏社村。